# Trithemis pruinata
Trithemis pruinata е вид водно конче от семейство Libellulidae. Видът не е застрашен от изчезване.

## Разпространение
Разпространен е в Габон, Гана, Гвинея, Демократична република Конго, Замбия, Кения, Кот д'Ивоар, Нигерия, Танзания, Того и Уганда.